# Urząd marszałkowski

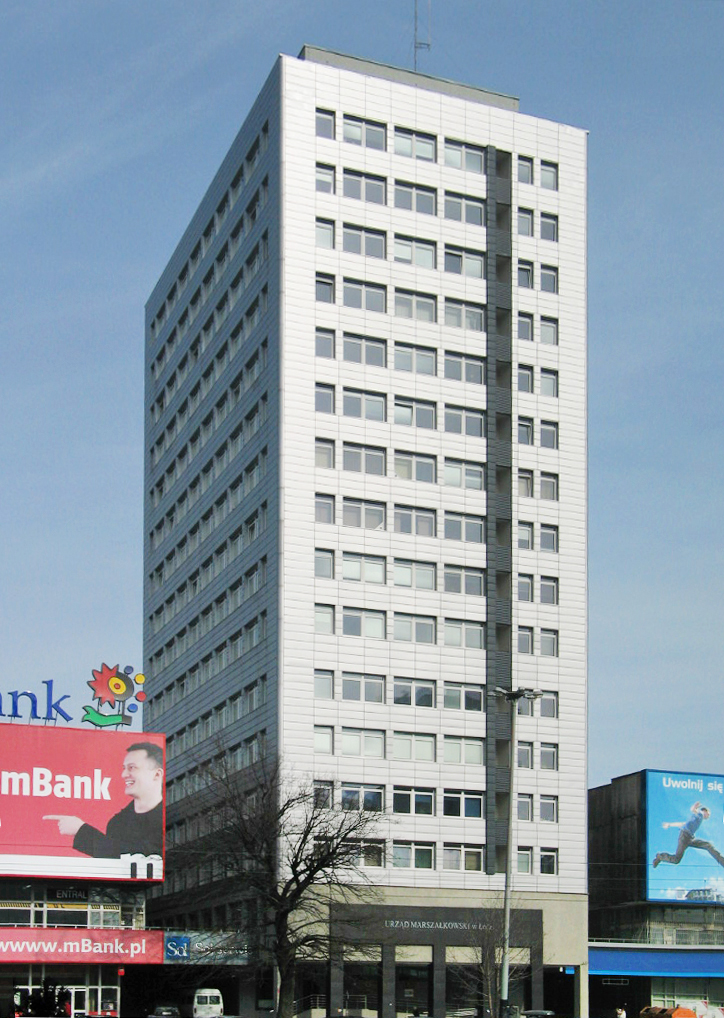
Budynek Urzędu Marszałkowskiego Województwa Łódzkiego

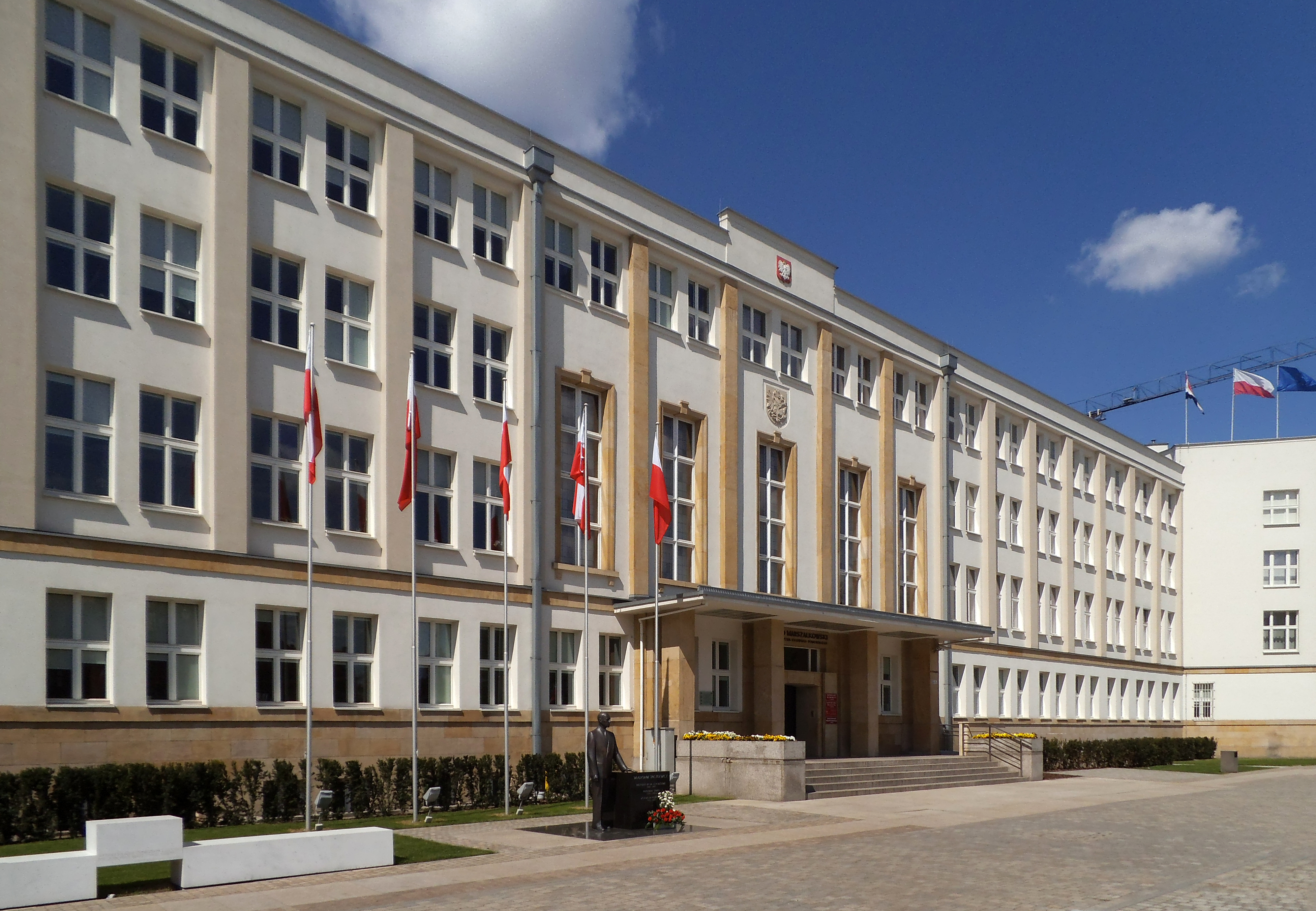
Budynek Urzędu Marszałkowskiego Województwa Kujawsko-Pomorskiego w Toruniu

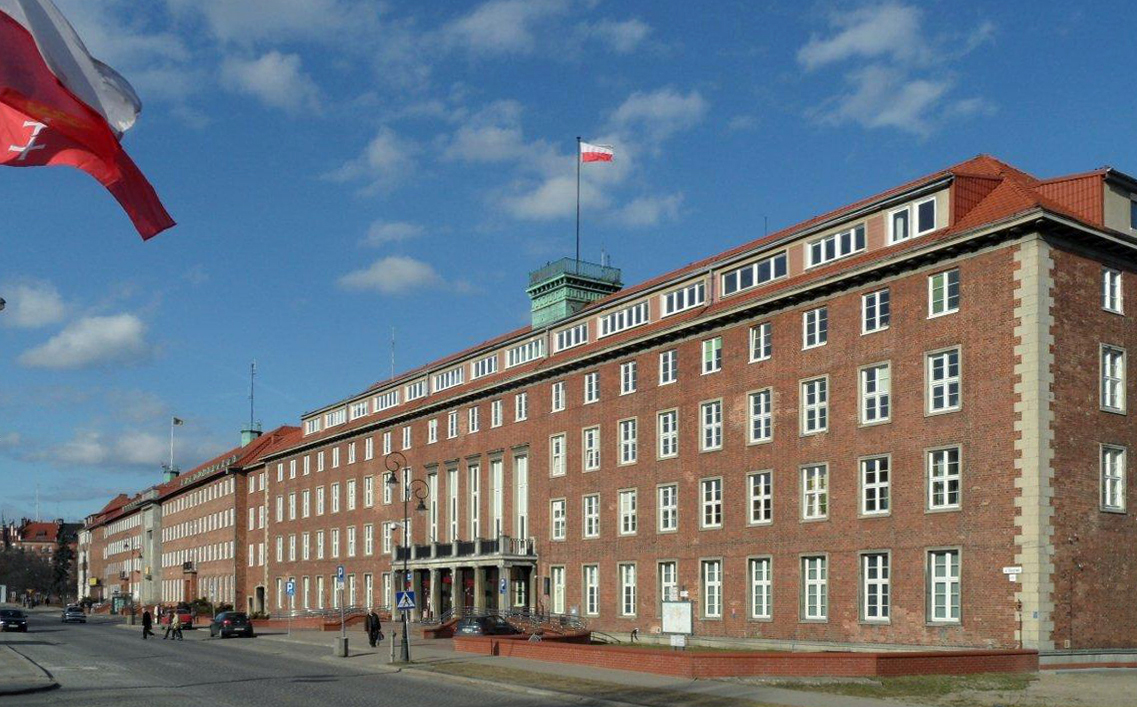
Budynek Urzędu Marszałkowskiego Województwa Pomorskiego w Gdańsku

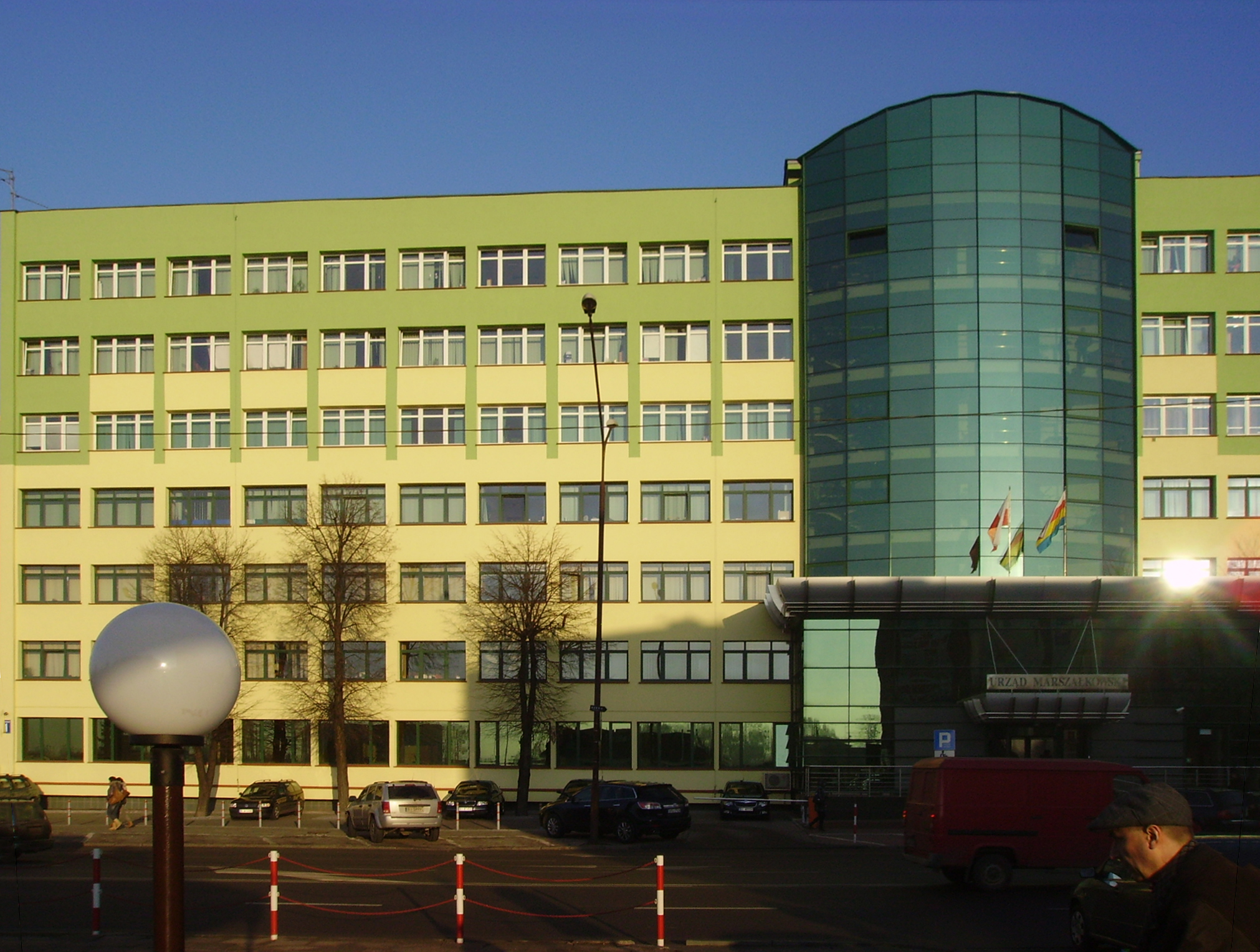
Budynek Urzędu Marszałkowskiego Województwa Podlaskiego w Białymstoku

Urząd marszałkowski – wojewódzka jednostka organizacyjna nieposiadająca osobowości prawnej, będąca jednocześnie jednostką budżetową samorządu województwa. Organ pomocniczy marszałka województwa. Został powołany do życia na mocy ustawy z 18 sierpnia 1998 roku.
Urząd stanowi aparat pomocniczy zarządu województwa celem umożliwienia wykonywania jego ustawowych zadań. Zapewnia ponadto pełną obsługę (kadrową, prawną, techniczną, organizacyjną i ekspercką) komisji organów wykonawczych (zarządu województwa i marszałka województwa) oraz uchwałodawczych (sejmiku województwa).
Urząd działa w oparciu o przepisy ustawy o samorządzie województwa, a także na podstawie statutu województwa.
Kierownikiem urzędu jest marszałek województwa.

## Lista urzędów marszałkowskich
- Urząd marszałkowski województwa dolnośląskiego we Wrocławiu
- Urząd marszałkowski województwa kujawsko-pomorskiego w Toruniu
- Urząd marszałkowski województwa lubelskiego w Lublinie
- Urząd marszałkowski województwa lubuskiego w Zielonej Górze
- Urząd marszałkowski województwa łódzkiego w Łodzi
- Urząd marszałkowski województwa małopolskiego w Krakowie
- Urząd marszałkowski województwa mazowieckiego w Warszawie
- Urząd marszałkowski województwa opolskiego w Opolu
- Urząd marszałkowski województwa podkarpackiego w Rzeszowie
- Urząd marszałkowski województwa podlaskiego w Białymstoku
- Urząd marszałkowski województwa pomorskiego w Gdańsku
- Urząd marszałkowski województwa śląskiego w Katowicach
- Urząd marszałkowski województwa świętokrzyskiego w Kielcach
- Urząd marszałkowski województwa warmińsko-mazurskiego w Olsztynie
- Urząd marszałkowski województwa wielkopolskiego w Poznaniu
- Urząd marszałkowski województwa zachodniopomorskiego w Szczecinie